# Batalla de Sunomatagawa
La Batalla de Sunomatagawa (墨俣川の戦い, Sunomatagawa no Tatakai) fou una batalla de les Guerres Genpei a la fi de l'era Heian de la història del Japó, en 1180, en el que és ara la ciutat de Sunomata, Prefectura de Gifu.
La batalla començà quan Minamoto no Yukiie intentà un atac sorpresa contra els seus enemics a la nit. Trobà a Taira no Tomomori i el seu exèrcit just davant d'ell, pel riu Sunomata, al costat de les vores de Owari i Mino. Els guerrers del Minamoto creuaren el riu, però la seua emboscada va fracassar quan el clan Taira pogué distingir aliats secs d'enemics xopats, fins i tot en la foscor de la nit. Yukiie i altres Minamoto supervivents van ser obligats a retirar-se pel riu
Després de travessar el riu els Minamoto anaren al Riu Yahagi en la Província de Mikawa, però els Taira els perseguiren.